# 鹤鸣茶社

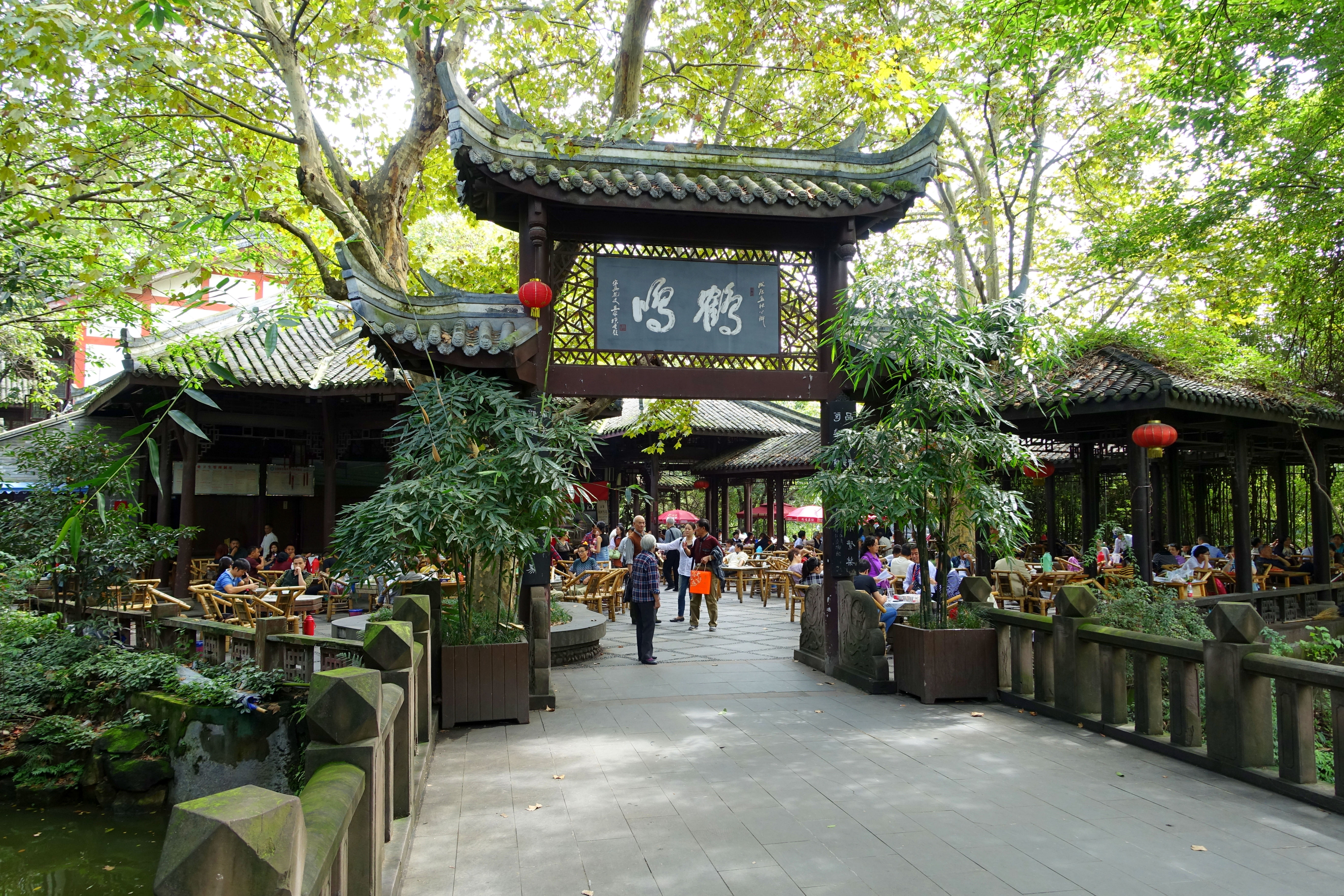

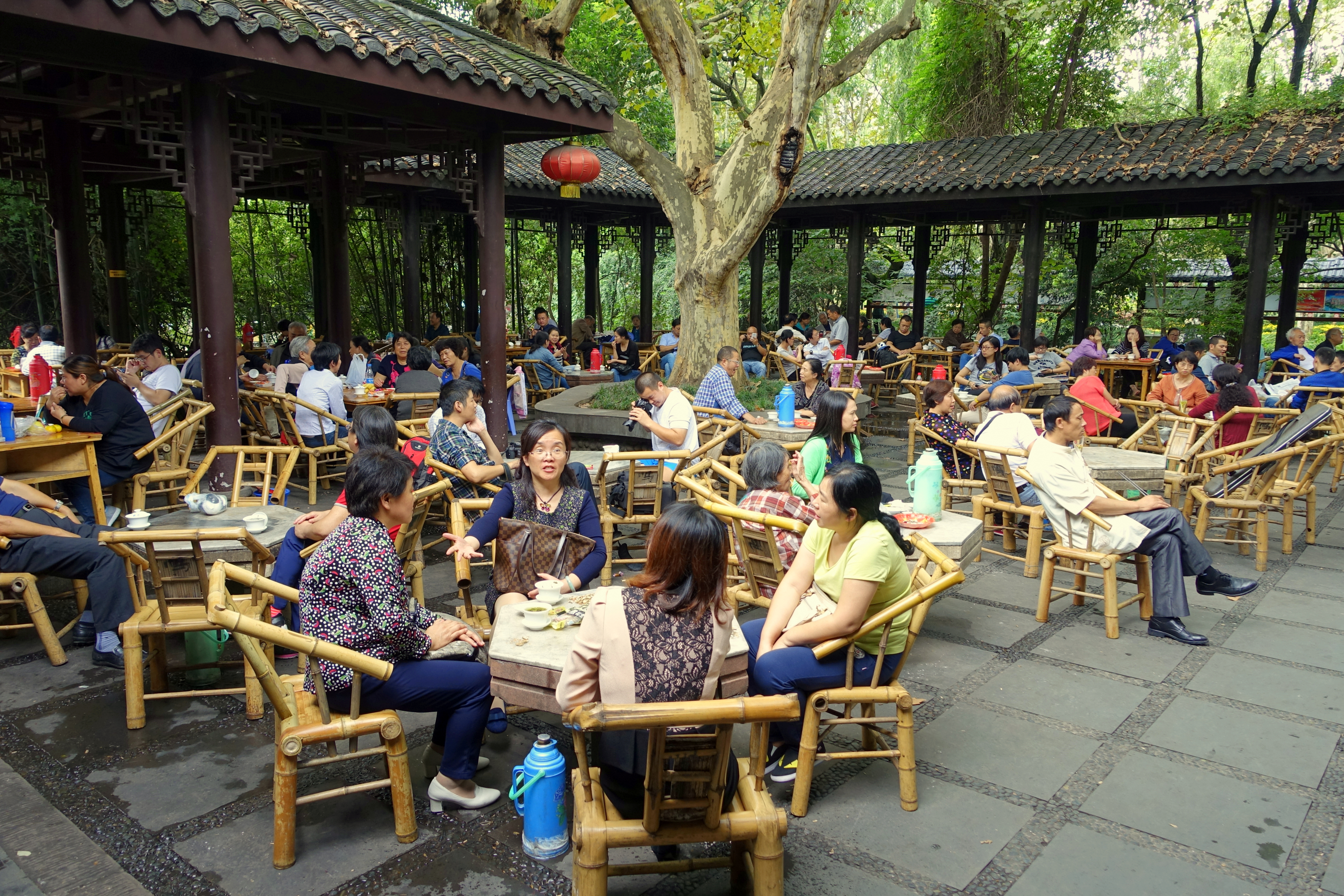

鹤鸣茶社位于中国四川省成都市青羊区少城路12号人民公园内，于1923年由大邑龚姓商人修建。2013年10月8日，由成都市政府列入第一批成都市历史建筑保护名录。